# Ilie Măcelar
Ilie Măcelar sau Ilie Măcelaru (n. 30 aprilie 1822, Miercurea Sibiului – d. 1891, Sibiu) a fost un om politic român transilvănean, președintele Partidului Național al Românilor din Transilvania. A fost un adept al nerecunoașterii alipirii Transilvaniei la Ungaria și al boicotării vieții politice din Regatul Ungariei prin pasivism.

## Luptele din 1848
În calitate de tribun al Prefecturii a II-a, cu sediul la Sebeș, fost prins de trupele revoluționare maghiare, judecat pentru trădare și condamnat la moarte. Condamnarea a fost grațiată ca urmare a faptului că în timpul luptelor luase prizonier pe medicul șef al generalului Bem, care fusese rănit. Măcelar dispusese ca prizonierul să fie tratat și îngrijit bine, iar după vindecare l-a eliberat. Jozef Bem, dornic să se revanșeze, l-a grațiat și a ordonat eliberarea lui Ilie Măcelar, dându-i un bilet de liberă trecere până la Miercurea Sibiului.
După revocarea măsurilor revoluționare, inclusiv anularea unirii Transilvanei cu Ungaria, Ilie Măcelar s-a stabilit la Sibiu, oraș devenit din nou capitala provincială a Marelui Principat al Transilvaniei. Acolo a activat ca judecător. În casa lui din Sibiu (actualul bulevard al Victoriei nr. 29) l-a găzduit și îngrijit în anul 1852 pe Avram Iancu, care dădea primele semne de boală.

## Cariera profesională și politică
Ulterior a devenit jude regesc (șeful administrației) al scaunului Miercurii Sibiului, iar apoi deputat în Dieta Transilvaniei și în Dieta de la Budapesta.

## Cinstirea memoriei lui Ilie Măcelar(u)
- O stradă din Sibiu îi poartă numele: strada Avocat Măcelaru Ilie.
- O stradă din Cluj-Napoca îi poartă numele: strada Ilie Măcelaru.
- Liceul din Miercurea Sibiului îi poartă numele: Liceul Tehnologic "Ilie Măcelariu"

1. ↑  Österreichisches Biographisches Lexikon 1815–1950, accesat în 22 august 2021